# Сонамитянка
Сонамитянка (ст.‑слав. сомани́тяныня) — персонаж Ветхого Завета, богатая бездетная женщина из Сонама, оказавшая гостеприимство пророку Елисею. В Библии не называется по имени, а лишь по топонимическому прозвищу (4Цар. 4:12).

## Библейский рассказ
Упоминается в Четвёртой книге Царств: 

В один день пришёл Елисей в Сонам. Там одна богатая женщина упросила его [к себе] есть хлеба; и когда он ни проходил, всегда заходил туда есть хлеба.
— 4Цар. 4:8
Затем женщина устроила в своём доме горницу для Елисея. Однажды пророк призвал её к себе и хотел отблагодарить за гостеприимство. Узнав от своего слуги, что «сына нет у неё, а муж её стар» (4Цар. 4:14) предсказал ей — «через год, в это самое время ты будешь держать на руках сына» (4Цар. 4:16). Согласно библейскому рассказу, пророчество исполнилось, и через год женщина родила сына.

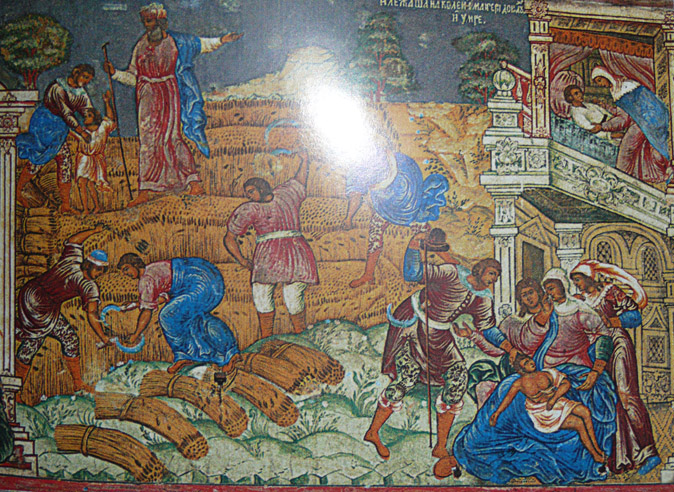
Гурий Никитин. «Смерть сына сонамитянки» (фреска ярославской церкви Ильи Пророка, 1681)

Однажды, когда ребёнок подрос, во время жатвы с отцом в поле он почувствовал себя плохо, его отнесли к матери и он умер на её коленях. Сонамитянка, веря в силы пророка Елисея, отправилась к нему. По её просьбе пророк пришёл к ней в дом «запер дверь за собою, и помолился Господу. И поднялся и лёг над ребенком, и приложил свои уста к его устам, и свои глаза к его глазам, и свои ладони к его ладоням, и простёрся на нем, и согрелось тело ребенка» (4Цар. 4:33-34). Воскрешённого ребёнка Елисей вернул Сонамитянке, «она упала ему в ноги, и поклонилась до земли; и взяла сына своего и пошла» (4Цар. 4:37).
Женщина Сонамитянка также упоминается в 8 главе той же Четвёртой книги Царств. Пророк Елисей предупреждает её о надвигающемся голоде и советует покинуть страну вместе с семьёй. Привыкшая доверять пророку, Сонамитянка перебирается в плодородную Филистискую землю, где проживает 7 лет. Вернувшись в Израиль, она просит царя Иорама вернуть принадлежавшее ей имение (дом и поля). Находясь под впечатлением от истории воскресения сына, царь Иорам удовлетворяет просьбу женщины.
Больше Библия не сообщает о жене-сонамитянке.

## Почитание
Православная церковь почитает Сонамитянку в числе праведных ветхозаветных жен. Ветхозаветное чтение о Сонамитянке является одной из паремий Великой субботы.